# HJK 헬싱키
헬싱인 얄카팔로클루비(핀란드어: Helsingin Jalkapalloklubi, 약칭 HJK) 또는 HJK 헬싱키(HJK Helsinki)는 핀란드 헬싱키의 축구 클럽이다.
HJK 헬싱키는 핀란드에서 규모가 큰 축구 클럽으로 여겨지고 있으며, 핀란드에서 가장 성공한 축구 클럽 가운데 하나로 꼽히고 있다. HJK 헬싱키는 베이카우스리가 우승 33회, 핀란드 컵 우승 14회, 핀란드 리그 컵 우승 6회의 기록을 갖고 있다.
HJK 헬싱키는 핀란드의 축구 클럽으로는 유일하게 UEFA 챔피언스리그 조별 예선에 진출한 팀이기도 하다. HJK 헬싱키는 1998-99 UEFA 챔피언스리그 2차 예선에서 메스를 누르고 조별 예선에 진출했지만 팀은 조별 예선에서 승점 5점을 올리는 데에 그치고 만다. HJK 헬싱키는 조별 예선에서 벤피카에 1승 1무(홈 경기에서 승리하고 원정 경기에서 무승부를 기록함), 카이저슬라우테른에 1무 1패(홈 경기에서 무승부를 기록하고 원정 경기에서 패함), PSV 에인트호벤에 2패(홈 경기와 원정 경기에서 패함)를 기록했다.

## 성적
- 베이카우스리가:
  - 우승 (33): 1911, 1912, 1917, 1918, 1919, 1923, 1925, 1936, 1938, 1964, 1973, 1978, 1981, 1985, 1987, 1988, 1990, 1992, 1997, 2002, 2003, 2009,  2010, 2011, 2012,  2013, 2014, 2017, 2018, 2020, 2021, 2022, 2023
  - 준우승 (14): 1966, 1981, 1984, 1993, 1996, 1998, 2000, 2003, 2006, 2008, 2011, 2014, 2016–17, 2020,
- 핀란드 컵:
  - 우승 (14): 1966, 1981, 1984, 1993, 1996, 1998, 2000, 2003, 2006, 2008, 2011, 2014, 2016–17, 2020
  - 준우승 (6): 1975, 1985, 1990, 1994, 2010, 2021
- 핀란드 리그 컵:
  - 우승 (6): 1994, 1996, 1997, 1998, 2015, 2023
  - 준우승 (3): 1995, 2009, 2012

## 선수 명단

### 현역
참고: FIFA 자격 규정에 따라 소속된 국가대표팀 국기를 표시합니다. 선수는 복수의 FIFA 비회원국 국적을 가지고 있을 수 있습니다.
| 번호 | 포지션 | 국적 | 이름 |
| ---- | ------ | ---- | ---- |

| 번호 | 포지션 | 국적 | 이름 |
| ---- | ------ | ---- | ---- |

## 역대 감독
| 감독      | 임기 |
| --------- | ---- |
| 보 요한손 | 1995 |